# Quiéreme tonto
Quiéreme tonto fue una telenovela mexicana realizada por TV Azteca, en colaboración con Venevisión Internacional, bajo la licencia de Teleamazonas. Inicialmente fue producida por Pedro Luévano e Igor Manrique y,  poco después, por Genoveva Martínez. Fue protagonizada por Litzy y Yahir y contó con la participación de los actores Dulce, Mayra Rojas, Andrea Escalona, Alberto Casanova y Ariel López Padilla como antagonistas. Originalmente se trató de la adaptación de la telenovela peruana Bésame tonto, pero tras su cambio de horario pasó a centrarse en una historia original. La historia finalizó el 17 de septiembre de 2010.

## Sinopsis
Guillermo Romeo, un joven pasante de derecho y de condición humilde, se levanta una mañana dispuesto a casarse con Nayeli, una joven que conoce desde su niñez. El cariño y ternura que Nayeli le inspiran han hecho que acepte este compromiso, pues su gran corazón le hace sentirse obligado a salvarla del encierro que vive en el orfanato y los malos tratos de su tía. La vida de Guillermo se complicó cuando su madre lo abandonó quince años atrás llevándose consigo la pequeña fortuna que su padre había reunido a través de muchos años de trabajo en su taller mecánico. Fue, en ese entonces, cuando Guillermo comenzó a hacerse cargo de su familia. Después de pensarlo mucho, Guillermo toma los ahorros que tenía destinados para la operación de sus ojos y los usa para darle a Nayeli una modesta boda.
Del otro lado de la ciudad, donde las mansiones se pierden en medio de enormes jardines, Julieta Dorelli se prepara ilusionada para su boda con Rodrigo Escalante, un joven de la alta sociedad. Este matrimonio es por conveniencia, debido a que el padre de Julieta es un magnate del negocio de transporte Vittorio Dorelli, que busca con muchas ansias borrar su mala fama y convertirse en un respetado empresario; mientras que, para la familia Escalante, esta unión los salvará de la quiebra. Sin embargo, Julieta dejará de lado su sueño de terminar la carrera de arte.
Por otro lado, Julieta cree que Rodrigo tiene en sus manos la posibilidad de hacerla feliz. Ximena, su madre, insistía desde hace tiempo en que casarse con Rodrigo traería el prestigio social que la familia Dorelli requiere, ya que su padre ha sido “calumniado” del enriquecimiento ilícito. Durante años, Ximena ha soportado a Vittorio puesto que como concubina ha sido excluida de la fortuna y siempre pensó en usar a Julieta para apoderarse del fideicomiso que Vittorio creó para ser entregado a su única hija cuando esta se casara.
Estas dos bodas están a punto de realizarse, cuando Guillermo no logra llegar a su boda porque le avisan de que su padre ha sido golpeado en su taller. Gonzalo, su hermano, le explica que recibió dinero del mafioso Lázaro Cruz a cambio de sacar de la aduana un famoso cuadro del pintor Chávez Morado,el mismo que Dorelli compró en una subasta como regalo de bodas para Julieta. Al no cumplir Gonzalo su parte del trato, Guillermo decide negociar con Lázaro, quien accede a no matar a nadie de la familia de Guillermo pero a cambio el joven debe robar la pintura que ya se encuentra en la mansión Dorelli. A Guillermo no le queda otra opción que aceptar el plan trazado por Lázaro, cuyo especial interés en esta obra se remonta al pasado pues su padre, Patricio Cruz, antes de morir en la cárcel le confesó que el lienzo guarda el secreto con el que podría hacer justicia y demostrar que Vittorio Dorelli es la cabeza de una banda de contrabandistas.
Mientras, en la mansión de los Dorelli, Julieta es convencida por sus amigas para que pruebe el amor de Rodrigo antes de la boda, pero la joven se encuentra con la peor traición. Aturdida por el dolor, Julieta se siente como una autómata, sabe que su vida jamás será la misma y ahora se encuentra frente a una encrucijada. En medio de su confusión, sus amigas la llevan al auto que la conducirá a la iglesia, y es este mismo vehículo el que Guillermo utiliza para escapar con el cuadro de Chávez Morado.
Se trata de una historia que empieza con un escape en el que los jóvenes comparten los momentos más intensos de su vida. Ninguno sabía que esta aventura es el juego que el destino les reservó para enamorarse. En Guillermo, Julieta encuentra un ser noble que se preocupa por los demás. En ella, Guillermo contempla esperanzado el verdadero amor, pero tan pronto como se enamoran el sueño termina, y la pareja regresa a una complicada realidad que cada día los separa más. Los que se oponen a este amor están listos para defender sus intereses.
La intriga, el despecho y la venganza hacen de Julieta y Guillermo sus presas porque este es un mundo donde nada ni nadie es lo que aparenta, un mundo donde cuando de amor se trata, el corazón no puede más que creer y confiar.

## Elenco
- Litzy - Julieta Dorelli Sánchez / Julieta Dorelli Ruíz
- Yahir - Guillermo Romeo
- Sergio de Bustamante - Victorio Dorelli
- Sergio Klainer - Dimas Romeo
- Dulce - Ximena Sánchez de Dorelli
- Ariel López Padilla - Lázaro Cruz
- Mayra Rojas - Engracia
- Alberto Casanova - David Dorelli
- Andrea Escalona - Nayeli Dorelli Sánchez / Nayeli Cruz Sánchez
- Matías Novoa - Juan Diego Cruz
- María José Magán - María
- José Joel - Rodrigo Escalante
- Nubia Martí - Asunción Suárez Vda. de Ruíz
- Eva Prado - Milagros de Cruz / Magdalena de Romeo
- Regina Murguía - Paulina
- Francisco Angelini - Miguel Dorelli
- Carlos Torres - Gonzalo Romeo
- Fernando Rubio - Alfa
- Wendy Braga - Lolita
- Giovanna Paz - Clarita Romeo
- Guillermo Iván - Antonio Ruíz Suárez
- Eugenio Montessoro - Gregorio Escalante
- Kenia Gazcón - La Nena Escalante
- Danny Gamba - Cory
- Laura Palma - Laura
- Tamara Guzmán - Celadora
- Cynthia Rodríguez - Presa
- Fidel Garriga - Rodolfo
- Alexandra Rodríguez - Diana Calderón
- Irene Arcilia - Cata
- Francisco Barcala - Luis Valverde

### Tv Adicto Golden Awards
| Año  | Categoría                   | Nominados | Resultado |
| ---- | --------------------------- | --------- | --------- |
| 2010 | Mejor actor en papel cómico | Yahir     | Ganador   |